# Józef Zajączek
Józef Zajączek książę herbu Świnka (ur. 10 marca lub 1 listopada 1752 w Kamieńcu Podolskim, zm. 28 lipca 1826 w Warszawie) – polski i francuski generał, polityk; poseł województwa podolskiego na Sejm Czteroletni (1790–1792), sekretarz Zgromadzenia Przyjaciół Konstytucji Rządowej (1791), jakobin polski, w czasie insurekcji kościuszkowskiej (1794) członek Rady Najwyższej Narodowej; od 1795 na emigracji we Francji, uczestnik wojen napoleońskich, od 1807 dowódca 2 Dywizji Księstwa Warszawskiego, w czasie inwazji na Rosję (1812) dowódca V Korpusu Wielkiej Armii; od 1815 namiestnik Królestwa Polskiego, senator wojewoda Królestwa Polskiego (1815); wolnomularz.

## Wojsko Polskie
Do służby wojskowej wstąpił prawdopodobnie w wieku 16 lat. Został żołnierzem kawalerii oraz adiutantem hetmana koronnego Ksawerego Branickiego.
Brał udział w konfederacji barskiej, pod jej koniec przebywał w Paryżu jako sekretarz posła konfederacji. Po upadku konfederacji wiosną 1774 r. udał się z grupą oficerów (w tym z Kazimierzem Pułaskim) na Bałkany, by walczyć po stronie Turcji przeciw Rosji, jednakże plan ten upadł na skutek klęsk Turcji. Następnie wyjechał do Francji i służył krótko w armii francuskiej. Po powrocie do kraju służył w gwardii przybocznej hetmana wielkiego koronnego Franciszka Ksawerego Branickiego, a następnie w oddziale dragonów w stopniu kapitana. W 1777 r. był już podpułkownikiem dragonów i adiutantem hetmana. Od 1784 r. był posłem na Sejm, gdzie postulował zwiększenie stanu liczebnego i reformy wojska, lecz występował także za zachowaniem wolności szlacheckich. W lutym 1787 r. został dowódcą Regimentu Konnego Buławy Wielkiej Koronnej w randze pułkownika. Jako członek prorosyjskiego stronnictwa Branickiego w 1788 r. uczestniczył pod komendą rosyjską w zdobyciu tureckiej twierdzy Oczaków.
W 1790 r. został posłem województwa podolskiego na Sejm Czteroletni. W tym okresie porzucił stronnictwo Branickiego i przeszedł na pozycje reformatorskie i patriotyczne stopniowo coraz bardziej się radykalizując. Interesował się zwłaszcza losem chłopów i reformami wojska. Był zwolennikiem Konstytucji 3 maja oraz członkiem i jednym z sekretarzy Zgromadzenia Przyjaciół Konstytucji Rządowej. 2 maja 1791 roku podpisał asekurację, w której zobowiązał się do popierania projektu Ustawy Rządowej. Należał do ugrupowania polskich jakobinów. Brał udział w wojnie polsko-rosyjskiej 1792 w obronie Konstytucji 3 maja w randze generał-majora. Zasłużył się 18 czerwca w bitwie pod Zieleńcami, dowodząc 3 Pułkiem Straży Przedniej, po której został odznaczony nowo ustanowionym orderem Virtuti Militari. Po przystąpieniu króla do konfederacji targowickiej był zwolennikiem kontynuowania walk. Następnie podał się do dymisji i udał na emigrację, skąd jako działacz konspiracji przedpowstańczej niekiedy przyjeżdżał do kraju.
Jako uczestnik insurekcji kościuszkowskiej walczył w bitwach pod Racławicami (po której został awansowany na generał-lejtnanta za dowodzenie lewym skrzydłem), pod Chełmem i pod Gołkowem. Po wzięciu Tadeusza Kościuszki do niewoli przez krótki okres pełnił funkcję Wodza Naczelnego. Wchodził w skład Rady Najwyższej Narodowej, gdzie jako jakobin reprezentował lewicę. Był członkiem Sądu Kryminalnego Wojskowego i komendantem obrony Warszawy. Jego działalność na tym stanowisku, a szczególnie złe przygotowanie obrony Pragi, są krytykowane przez historyków. Nagrodzony złotą obrączką Ojczyzna Obrońcy Swemu nr 6. Jeszcze przed kapitulacją wyjechał z miasta do Galicji, gdzie przez rok był internowany przez Austriaków.

## Służba u Napoleona
Zajączek przedostał się następnie do Francji i awansował na generała armii napoleońskiej. Brał udział w wyprawie Napoleona do Egiptu, gdzie pełnił funkcje gubernatora różnych prowincji oraz walczył z mamelukami, Turkami i Anglikami. Awansował na generała dywizji. Po klęsce Francji w Egipcie od 1802 r. służył we Francji i we Włoszech. W 1806 r. na rozkaz Napoleona organizował wojsko polskie – 1 Legię Północną, następnie od stycznia 1807 r. na ziemi kaliskiej Legię Kaliską, którą dowodził w kampanii pruskiej w 1807 r. – weszła ona następnie w skład wojska Księstwa Warszawskiego jako 2 Dywizja. Podczas wojny polsko-austriackiej 1809 r. Zajączek dowodził różnymi formacjami. W 1812 r. uczestniczył w wyprawie Napoleona na Moskwę dowodząc 16 Dywizją Piechoty, a po kontuzjowaniu księcia Józefa Poniatowskiego objął dowództwo V Korpusu (polskiego) Wielkiej Armii. Został trzykrotnie ranny w bitwie pod Smoleńskiem, walczył w bitwie pod Tarutinem, a w bitwie nad Berezyną stracił prawą nogę. Dostał się do niewoli rosyjskiej.
Nazwisko generała Józefa Zajączka zostało uwiecznione na Łuku Triumfalnym w Paryżu.
W 1807 Napoleon nadał Józefowi Zajączkowi rozległe dobra ziemskie w Kaliskiem, w których generał założył cztery folwarki. Trzy z nich noszą nazwy bitew, w których wziął udział (Fajum, Aleksandria, Racławice), czwarty to rodowe Zajączki. Dochód z klucza opatóweckiego w samym tylko 1807 wyniósł 81.081 złp.
W czasach Księstwa Warszawskiego został odznaczony Krzyżem Komandorskim Orderu Virtuti Militari.

## Namiestnik Królestwa Polskiego

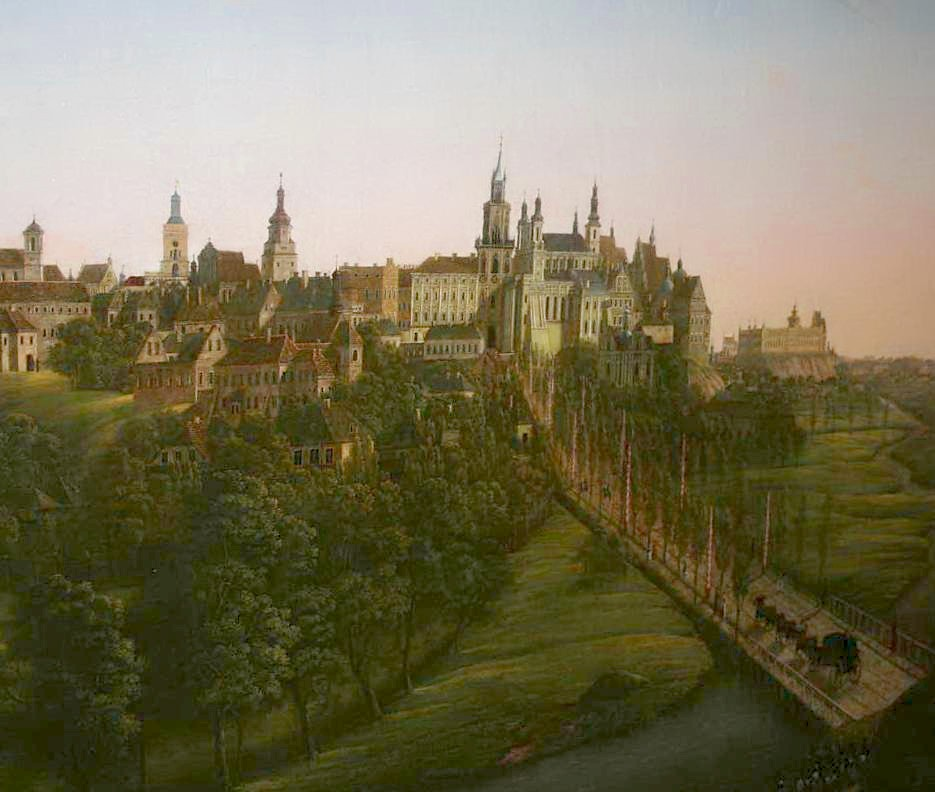
Obraz Wjazd generała Zajączka do Lublina w 1826

Po klęsce Napoleona mianowany przez cara Aleksandra I generałem piechoty i pierwszym namiestnikiem Królestwa Polskiego, który to urząd sprawował w latach 1815–1826, przy czym cechował się uległością wobec władz rosyjskich i wielkiego księcia Konstantego. W uznaniu tych zasług w 1818 otrzymał od cara tytuł książęcy.
Józef Zajączek zmarł 28 lipca 1826 w pałacu Namiestnikowskim w Warszawie. Nabożeństwo żałobne odbyło się 2 sierpnia w kościele Świętego Krzyża na Krakowskim Przedmieściu. Celebrował je biskup sandomierski Adam Prosper Burzyński, a krótkie kazanie wygłosił biskup płocki Adam Michał Prażmowski.
Józef Zajączek został pochowany w kościele Najświętszego Serca Pana Jezusa w Opatówku, jego serce złożono w warszawskim kościele bernardynów, a pozostałe wnętrzności w katakumbach na cmentarzu Powązkowskim w Warszawie.
Z polecenia cara Mikołaja I ogłoszono trzydniową żałobę (od 25 września) obowiązującą wszystkich urzędników: „Suknie czarne zwyczajne z krepą u kapelusza, mundury zaś z krepą u lewej ręki, u szpady i u kapelusza”.

## Rodzina
Józef Zajączek był synem Antoniego Zajączka herbu Świnka, pułkownika milicji nadwornej Zamoyskich, i Marianny z Cieszkowskich herbu Dołęga.
Od 1786 Józef Zajączek był żonaty z Aleksandrą de Pernet (1754–1845) pochodzącą z rodziny osiadłych w Polsce uchodźców hugenockich, która poślubiła go po uprzednim rozwodzie z panem Isaure, lekarzem hetmana wielkiego koronnego Jana Klemensa Branickiego. Nie mieli dzieci.
Jego młodszym bratem był Ignacy Zajączek (ok. 1756–1810), podczas powstania kościuszkowskiego zastępca członka Rady Najwyższej Narodowej, w okresie Księstwa Warszawskiego dyrektor generalny Dyrekcji Poczt i członek Izby Najwyższej Wojennej i Administracji Publicznej.
Bratankami stryjecznymi namiestnika, byli Wincenty Zajączek i Rafał Zajączek (ten drugi żył w latach 1770–1846, pułkownik Wojska Polskiego, uczestnik kampanii napoleońskich, jest pochowany na Cmentarzu Miejskim w Kaliszu). Ich ojcem był Kajetan Zajączek, a dziadkiem Jakub, brat Antoniego Zajączka.
Po śmierci Józefa Zajączka na mocy testamentu z 31 stycznia 1826 jego spadkobiercą został Józef Radoszewski, zięć Ignacego Zajączka. Car przyznał wdowie po Józefie Zajączku dożywotnią rentę w wysokości 75.230 złotych polskich rocznie (poza przysługującą jej po mężu emeryturą wojskową wys. 24.770 złp).

## Odznaczenia
- Ojczyzna Obrońcy Swemu (1794)
- Order Orła Białego (1 grudnia 1815, Polska)[20][21]
- Krzyż Komandorski Orderu Virtuti Militari (1808, Polska)[20][22]
- Krzyż Komandorski Orderu Legii Honorowej (1804, Francja)[20]
- Order św. Andrzeja (1816, Rosja)[20]
- Order św. Aleksandra (Rosja)[20]
- Order Świętej Anny I Klasy (Rosja)[20]
- Order Orła Czarnego (11 sierpnia 1819, Prusy)[23][24]
- Order Orła Czerwonego (1819, Prusy)[25][26]

## Józef Zajączek w literaturze i piosence
- Marian Brandys: Generał Arbuz. Warszawa: Iskry, 1988, s. 284. ISBN 978-83-2071-030-4.
- Jadwiga Nadzieja: Od jakobina do księcia namiestnika. Katowice: Wydawnictwo „Śląsk”, 1988, s. 267. ISBN 978-83-2160-682-8.
- Jadwiga Nadzieja: Generał Józef Zajączek. 1752-1826. Warszawa: Wydawnictwo Ministerstwa Obrony Narodowej, 1975, s. 614.
- To o Zajączku śpiewał Przemysław Gintrowski w piosence Książę Józef Poniatowski: „Na murach Lipska legł bitewny pył, A w kraju dźwięczy melodyjka stara, Że ten kto wczoraj jakobinem był, Jutro zostanie namiestnikiem cara.” tekst Jerzy Czech, muzyka Przemysław Gintrowski[27]